# Henningsomyces
Henningsomyces là một chi nấm trong họ Marasmiaceae. Chi này phân bố rộng rãi và có about 20 species.

## Các loài
- Henningsomyces candidus
- Henningsomyces galapagensis
- Henningsomyces mutabilis
- Henningsomyces patinaceus
- Henningsomyces puber
- Henningsomyces pulchellus
- Henningsomyces separatus